# Salix limnogena
Salix limnogena är en videväxtart som beskrevs av Kern.. Salix limnogena ingår i släktet viden, och familjen videväxter. Inga underarter finns listade i Catalogue of Life.